# Pirát

Pirátská vlajka (Jolly Roger)

Pirát (z fr. pirate, řec. πειρατής peiratés, mořský lupič) je námořní lupič. Piráti obvykle přepadají obchodní lodi, ale často loupí a rabují i na pobřeží. Pirátství kvete tam, kde je velký lodní provoz a lupiči mohou doufat v bohatou kořist. Místo původních šavlí a plachetnic mohou mít dnes k dispozici rychlé čluny, automatické zbraně i děla a rakety.
Zatímco pobřeží Jižní Ameriky a Afriky piráti stále ohrožují, na pobřeží Severní Ameriky se pirátství téměř nevyskytuje díky Pobřežní stráži Spojených států, která se v minulosti podílela i na omezení pirátství v Karibském moři. Pirátství praktikované na širém moři (oceánské pirátství) proti dopravním plavidlům představuje velký problém (s odhadovanou ztrátou 13 až 16 miliard amerických dolarů za rok pro celý svět), například ve vodách mezi Tichým a Indickým oceánem, zejména na pobřeží Somálska nebo v úžinách kolem Singapuru a Malakky, kterými během roku propluje přes 50 000 obchodních lodí.

## Různá označení pro piráty

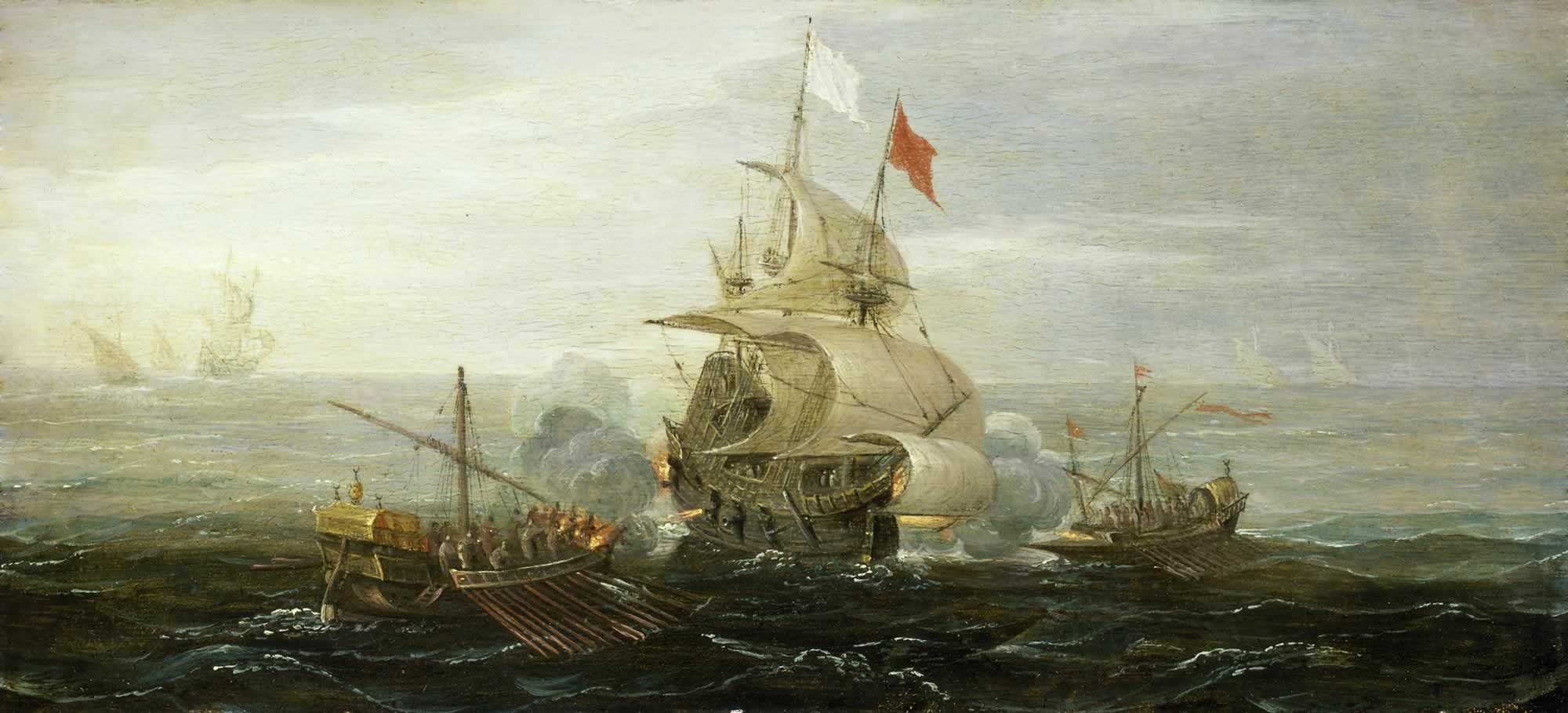
Piráti ze severní Afriky útočí na francouzskou loď (malba z roku 1615)

Námořní lupiči byli známi už ve starověku, pirátství se však velmi rozšířilo v době kolonizace, kdy obchodní lodi přivážely z Ameriky do Španělska drahé kovy a jiné bohatství. V Západní Indii 17. století se pirátům říkalo bukanýři (buccaneers), což byli původně francouzští lovci, kteří se stali piráty. Slovo pochází z boucan, dřevěná obruba užívaná pro uzení masa (jinde zvaná barbacoa). Tito piráti terorizovali španělské državy ve prospěch jiných evropských států; nejznámější z nich byl Henry Morgan. Bukanýři založili přístavy Tortuga a Port Royal, který nakonec obsadili Angličané a udělali z něj jedno z protipirátských center.
Počátkem 18. století vznikla řada pirátských band, např. banda Edwarda Teache (zvaného Černovous), které napadaly obchodní trasy v Karibiku, podél pobřeží Afriky a někteří i Indie. V první polovině 18. století se pirátství omezilo díky soustředěnému úsilí evropských zemí; pirátům hrozily velmi těžké tresty.
Nizozemští piráti byli známí jako kapeři nebo vrijbuiteři („plenitelé“). Slovo se skládá z nizozemského vrij (volný) a buit (kořist) a vzniklo z něho anglické „freebooters“, resp. „filibusters“ a francouzské „flibustiers“. Odtud flibustýři, což ovšem nebyli piráti, ale dobrodruzi, kteří působili v latinskoamerických revolucích a pučích. Nakonec z toho vznikl význam blokování parlamentní schůze nepřetržitou řečí.
Pojmenování Lanun zase dostali piráti v Malackém průlivu od Indonésanů a Malajšanů. Původně to byli námořníci, jejichž jméno se stalo synonymem pirátství někdy v 15. století.
Některé země využívaly piráty jako nástroje k rušení konkurenčních obchodních tras a námořního obchodu jiných zemí a k terorizování jejich kolonií. Takovým pirátům s pověřením (Letter of Marque, kaperský list) se říkalo privatýr nebo korzár, což v moderní arabštině je قرصان z tureckého Korsan, které patrně vzniklo z latinského cursa (výprava, vpád, nájezd). Korzáři ze svého lupu získávali jen část, ale z hlediska jejich „mateřské“ země byla jejich činnost legální. Další výhodou mohly být lodě vyráběné pro ně na zakázku.

## Korzárství

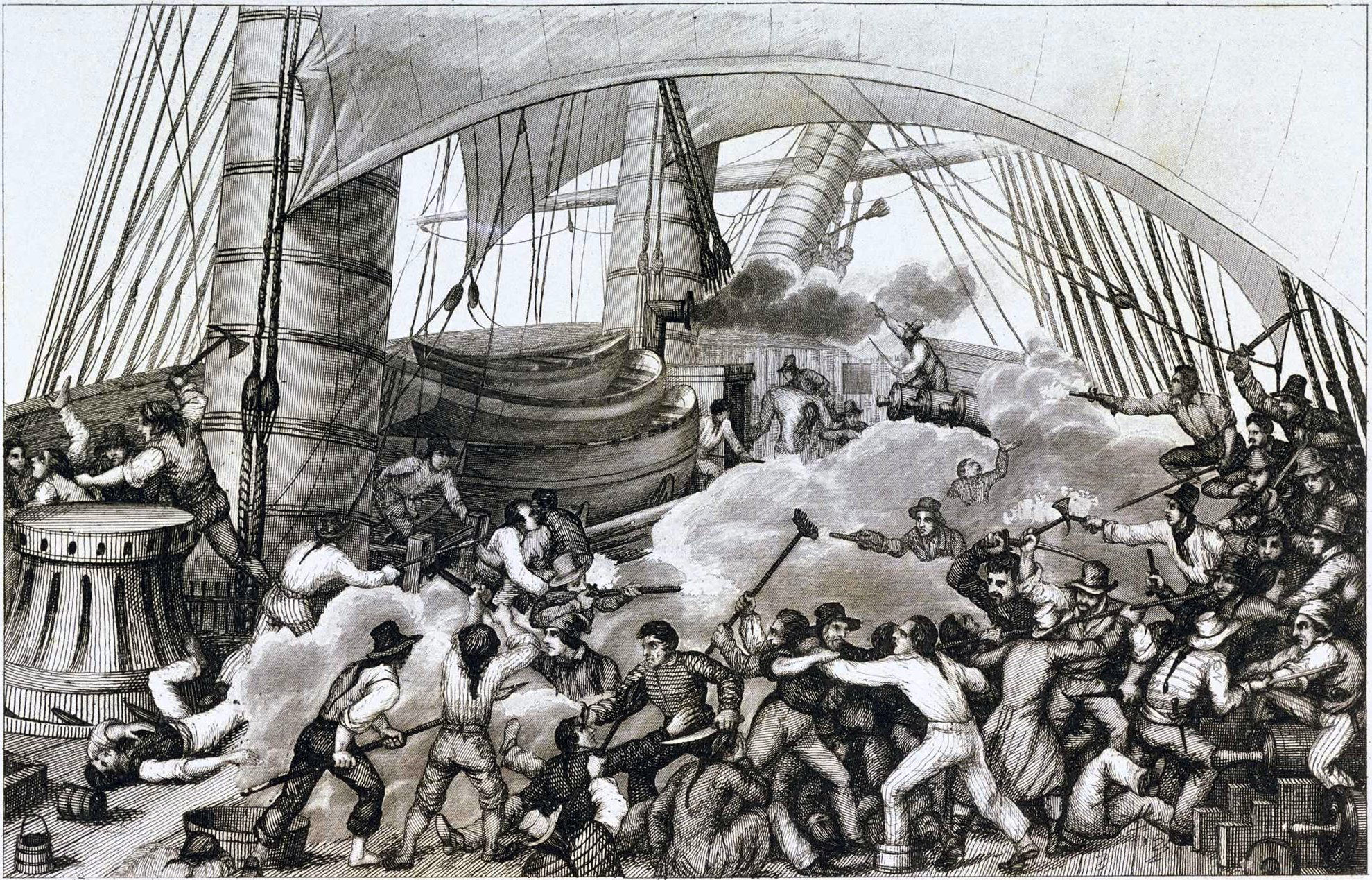
Francouzský korzár Robert Surcouf útočí na britskou loď v Indickém oceánu

„Privatýrství“ nebo „korzárství“ bylo obdobné klasickému pirátství, ale s povolením vlády nebo panovníka zajímat obchodní lodě, které patřily k nepřátelskému státu. Korzárství se vyskytovalo ve Středomoří, zejména mezi Tureckem a Maltou, nejslavnějším korzárem byl Sir Francis Drake a Anglie byla největší zemí podporující privatýrství. Oprávnění (tzv. letter of marque – „kaperský list“, „korzárský patent“) zajmout občany cizího státu a zabavit jejich zboží znamenalo, že země, jež pověření vydala, to nepovažovala za pirátství. Teprve roku 1856 se sedm zemí v Paříži dohodlo na zákazu takových pověření a další národy následovaly v dohodě v Haagu.

## Obchodní nájezdníci
Ve válce zastřené válečné lodě obchodních loupeživých nájezdníků útočily na nepřátelský lodní obchod. Praktiky opatrného přibližování a nenápadnosti, a poté otevřeného kontaktu. Němci ve druhé světové válce užívali těchto taktik v Indickém i Atlantském oceánu, ale od doby, kdy sami začali používat námořních plavidel, tito loupeživí nájezdníci přestali být privatýry, o to méně piráty. Mnoho těchto nájezdníků úspěšně operovalo během americké revoluce.

## Pirátství v mezinárodním právu
Korzárství bylo součástí válečného práva a vlastnictví kaperského listu znamenalo právo lapat lodě protivníka na vlastní nebezpečí. Naprosto se netýkalo plavidel zemí, se kterými země, která list vydala, nebyla ve válce. Obecně tu byl ten problém, že zprávy se šířily jen rychlostí lodí a tak kapitáni lodí, které se potkávaly, nemuseli vědět, jsou-li se zemí, které patří loď, kterou potkali, ve válce nebo ne. V polovině 19. století bylo kaperství mezinárodními dohodami zrušeno.

### Dopady pirátství na mezinárodní hranice
Během 18. století Britové a Nizozemci kontrolovali oba břehy Malackého průlivu. Někteří piráti se zabývali aktivitami podobnými ozbrojeným rebeliím s cílem vzdorovat kolonizátorům. S nařízením zabránit těmto výpadům Britové a Nizozemci vytyčili pomyslnou čáru, kterou rozdělili úžiny na dvě části. Dohoda byla taková, že každá strana si bude hlídat pirátství ve své takto vymezené oblasti. Nakonec se tato čára stala hranicí oddělující Malajsii od Indonésie v této úžině.

### Mezinárodní právo
Zločin pirátství je pokládán za ius cogens (pevná, dohodnutá ustálená mezinárodní kogentní právní norma); ti, kdo se dopouštějí krádeží na otevřeném moři, zabraňují obchodu a ohrožují námořní komunikace, jsou pokládáni suverénními státy za nepřátele lidstva (hostes humani generis).
Jelikož se pirátství často uskutečňuje mimo hranice teritoriálních území jakéhokoliv státu, nebo naopak v oblastech, kde tato teritoria hraničí, případně i v oblastech, kde neexistuje efektivní státní správa, která by piráty účinně pronásledovala, trestní stíhání pirátů suverénními státy proto představuje složitou problematiku. Stíhat piráty na otevřeném moři státům brání dohoda o svobodě otevřeného (volného) moře a narušení principů extra territorium jus dicenti impune non paretur, což znamená, že soud jednoho státního celku, který překračuje své územní soudnictví, je zbaven beztrestnosti. Nicméně, jako ius cogens, jurisdikce může být uplatňována proti pirátům bez námitek států, jejichž příslušností je identifikováno pirátské plavidlo.
Pokud dojde k pirátskému činu ve výsostných vodách nějakého státu, zločin se sice taktéž klasifikuje jako pirátství, nejde již ale o mezinárodní zločin a jde o záležitost spadající pod místní úřady (pokud zákony či smlouvy daného státu neříkají něco jiného).

## Pirátské organizace
Piráti se zdají být moderní prezentací rebelie – šikovné skupiny, které operují mimo dosah omezujících byrokracií moderního světa. Ve skutečnosti piráti často trpěli hladem, nestali se pohádkově bohatými a umírali mladí.
Existují ale další překvapující skutečnosti: na rozdíl od dnešních západních společností mnoho pirátských společností operuje jako omezená demokracie, požadující právo volit a nahrazovat své velitele. Kapitán pirátské lodě byl často nelítostný bojovník, ve kterého posádka vložila svou důvěru. Nicméně když nešlo o bojovou pohotovost, obvykle autoritu přejímal kormidelník.
Mnoho skupin pirátů dělí svou kořist, ať už je jakákoliv. Podle komplikovaného schématu každý z mužů obdrží svůj díl. Piráti zranění v bitvě si dopřávají speciální kompenzace. Všechny tyto podmínky byly často odsouhlaseny a sepsány. Tyto záznamy však mohou být použity jako usvědčující důkazy, že jednali nezákonně.
Piráti svorně přijali vyvrženectví z tradičních společností nebo možná v sobě našli jen spřízněné duše vyvrhelů. Byli ale známí například i tím, že osvobozovali otroky z otrokářských lodí a vítali je ve svých řadách.
Zdálo by se, že rovnostářské praktiky uvnitř pirátských klanů byly nejasné a udělaly minimum k omezení brutality pirátského způsobu života.

## Moderní pirátství

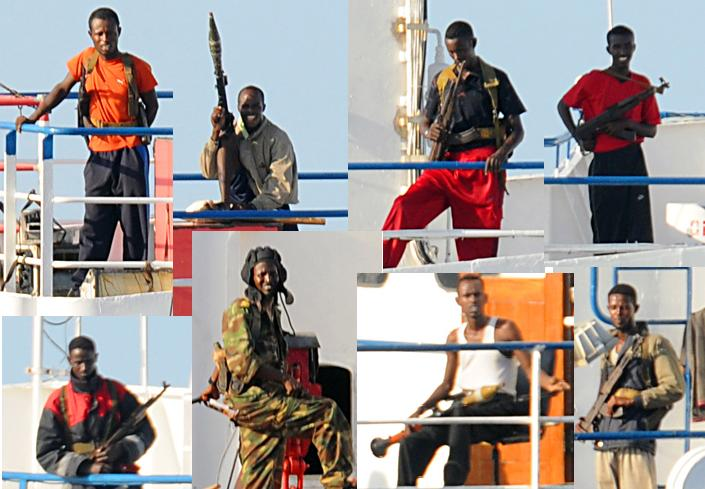
Somálští piráti v roce 2008

Pirátství se v nedávných časech zvýšilo zejména v oblastech Jižní a Jihovýchodní Asie (Jihočínské moře), části Jižní Ameriky, a jihu Rudého moře, piráti si nyní vybírají malé lodě a tak získávají výhodu pro malý počet členů posádky zastoupených na moderních nákladních plavidlech. Moderní piráti okrádají lodě, které musí zpomalit, aby se správně nasměrovaly do koridoru těsné úžiny; tak se stávají zranitelné vůči malým motorovým člunům. Malé loďky jsou také schopné se maskovat jako rybářská nebo obchodní plavidla, když zrovna neplní různé aktivity pirátství, a tak se vyhnout nebo ošálit inspekci.
Pirátství kvete i uvnitř přístavů, patrně nejhorší pověst mají přístavy Nigérie. Piráti jsou často napojeni na správu přístavů a vrhají se na osamoceněji stojící lodě a prostě je vyberou – pomoci od zkorumpované přístavní policie se loď zpravidla nedočká a posádka sama nesmí být podle mezinárodního práva ozbrojena (povolena je pouze jediná pistole pro kapitána lodě). Zajímavým faktem je, že v přístavech rovníkové Afriky se opravdu vyplatí mít vyvěšenu vlajku SSSR (ruské lodě ji tam používají běžně), před kterou mají místní lupiči enormní respekt. Je to pozůstatek incidentu, při kterém se piráti pokusili obsadit a vykrást sovětskou nákladní loď. Nepočítali však s tím, že námořníci SSSR si námořní zákony vykládají po svém a že posádka je těžce ozbrojena. Rusové nájezdníky zavčas zpozorovali a počkali si, až vylezou na palubu a ztratí tak možnost utéci. Ztráty pirátů byly prakticky absolutní.
V mořích Jihovýchodní Asie není přísně vynucená způsobilost k námořní dopravě – jako by takové ztráty plavidel byly na denním pořádku. Proto statistiky udávající fakta o námořních incidentech s piráty nebudou přesné.
Ve většině případů piráty nezajímá náklad, ale hlavně věci patřící pasažérům nebo posádce a obsah lodního trezoru, který by mohl obsahovat velké množství peněz potřebné k výplatám a poplatkům v přístavech. V některých případech piráti donutí posádku opustit loď a plují s ní k přístavu, kde ji přemalují a vystaví jí nové (falešné) identifikační papíry.
Moderní pirátství je zjednodušené, protože množství obchodu se uskuteční přes námořní dopravu. Z komerčních důvodů se mnoho nákladních lodí orientuje na cesty přes těsné průplavy a průlivy jako je Suezský průplav, Panamský průplav a Malacký průliv. Mnoho lodí pak musí zpomalit kvůli navigaci a tím se stávají primárním terčem pirátů.
Moderní definice pirátství zahrnuje tyto činy: 
- Únosy
- Loupeže
- Vraždy
- Nezákonné zabavování věcí nebo lodí.
- Sabotáže uvnitř lodí, jejichž následkem je jejich potopení.

Pirátské útoky se ztrojnásobily mezi lety 1993–2003. První polovina roku 2003 byla nejhorší. Tato šestiměsíční perioda zaznamenala 234 pirátských útoků, 16 úmrtí, a 52 zraněných – celosvětově.
182 případů pirátství bylo zaznamenáno v prvních 6 měsících roku 2004. 50 z těchto incidentů se stalo v Indonésii.
Moderní pirátství také využívá nabídek a možností technologie. Mobilní telefony, motorové čluny, AK-47. Spekulace se vedou o tom, že piráti odposlouchávají satelitní komunikace jako je Inmarsat, aby rozpoznali náklad a stupeň rizikovosti operace. Typickým počínáním pirátů je usmrcení všech pasažérů. Někdy je loď přemalována a přejmenována.

## Oběti pirátství
- Válečníci z Polynésie útočili na pobřežní vesnice nebo vesnice podél řek. Užívali moře jako skrýš při své taktice „udeřit a zmizet“ (Hit and Run). Moře bylo bezpečným místem pro ústup, pokud se bitva nevyvíjela podle zamýšleného scénáře.
- Mořské národy napadaly jako piráti starověký Egypt (později např. Krétu).
- Jako mladík byl Julius Caesar zajat piráty (67 př. n. l.) a vězněn pro výkupné. Později zničil pirátské pevnosti na ostrovech ve Středozemním moři.
- Irští piráti napadali římská obchodní plavidla.
- Ve třetím století piráti napadali Olympus (město v Anatolii) a oblast zbídačili.
- Svatý Patrik byl zajat a zotročen irskými piráty.
- Vikingové (nebo mořští králové) byli skandinávští piráti, kteří napadali Britské ostrovy a Evropu z moře.
- V roce 937 se Irští piráti spojili se Skoty, Vikingy a Velšany v invazi do Anglie. Athelstan je přemohl a zahnal.
- Ochránce životního prostředí a jachtař Peter Blake byl zabit piráty v roce 2001.

## Populární kultura
V populární kultuře jsou piráti asociováni s typickými zvyklostmi šacení a mluvy. Tato tradice vychází často z románu Roberta Louise Stevensona Ostrov pokladů a následných filmových verzí, kde vystupuje pirát Long John Silver. Mnoho stereotypních pirátů má přízvuk očividně z anglických měst jako je Cornwall nebo Bristol. Popularita pirátů vzrostla po natočení filmu Piráti z Karibiku. Na moderní piráty poukazuje film podle skutečné události Kapitán Phillips.

### Povahové rysy pirátů v populární kultuře
Piráti jsou hluční, vulgární, drsní, hrubí, extrovertní, násilničtí, bezohlední a krutí mořští bandité.

### Časté znaky pirátů v populární kultuře
- jasně barevné oblečení z mnoha částí (Motley)
- páska přes oči
- dřevěná noha
- hák namísto ruky
- zlatá obruč – náušnice a trn
- šátek (nejčastěji na hlavě)
- papoušek na rameni, nejčastěji skřehotající: Braak!
- nezbedná lodní opička

## Význační piráti
- Kanhoji Angria

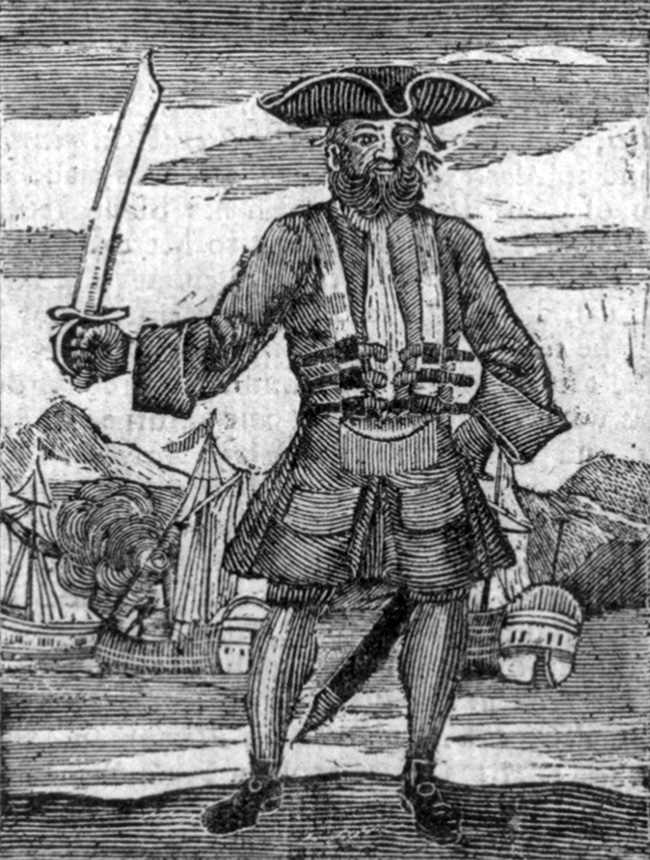
Anglický pirát Edward Teach, známý jako Černovous

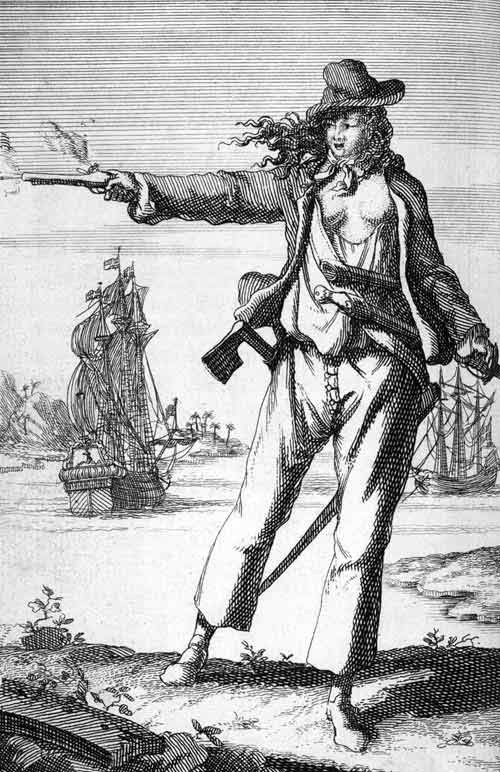
Pirátka Anne Bonney

- Awilda, skandinávská princezna, která se stala pirátkou
- Anne Bonney, členka posádky Jacka Rackhama, oděná jako muž
- Bartholomew Roberts, též Black Bart (Černý Bart)
- Black Bellamy (Samuel Bellamy)
- Benjamin Hornigold
- Edward Teach nebo Thatch, známý jako Černovous
- Edward Low
- Co-Captain Charity Bonney
- Boysie Singh
- Edmund Cooke
- Edward Seegar
- Emanuel Wynne
- Francois le Clerc (Jambe de Bois)
- Gráinne Ní Mháille, irská šlechtična a pirátka
- Chajruddín Barbarossa
- Pirata Cofresi (Roberto Cofresí Ramirez de Arellano)
- Charles Vane
- Christopher Condent
- Christopher Moody
- Cutthroat Sal
- Emanuel Wynne
- Piet Hein
- Richard Worley
- Olivier Levasseur
- Rahmah bin Jabir al-Jalahimah z Kataru
- Jasim bin Jabir z Abu Dhabi
- Jack Rackham, též Calico Jack
- Jean Lafitte
- Jean Thomas Dulaien
- John Phillips
- Henry Every, nebo Avery, též Long Ben (Dlouhý Ben)
- William Kidd
- Sextus Pompeius, římský generál, který se stal pirátem
- Likedeelers (následníci Victual Brothers)
  - Gödeke Michels
  - Klaus Störtebeker
  - Hennig Wichmann
  - Magister Wigbold
- Brandon O'Brien
- François l'Ollonais
- Grace O'Malley, irská pirátka
- Mary Read, členka posádky Jacka Rackhama, oděná jako muž
- Philip Lyne
- Thomas Tew
- Woodes Rogers
- Ching Shih (též známá jako Cheng I Sao 鄭一嫂) čínská pirátka
- Cheung Po Tsai (張保仔), kolem hongkongských vod
- Wimund, anglický biskup (12. století)
- Dominique You
- Napin (Napping)
- Stede Bonnet

## Významní privatýři
- William Dampier

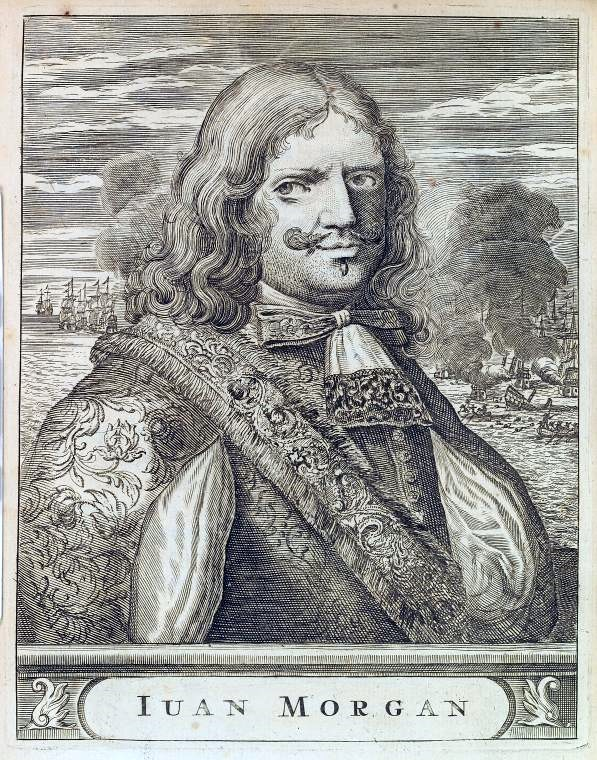
Henry Morgan, privatýr se základnou na Jamajce

- Sir Francis Drake, též britský admirál; Španěly pokládán za piráta.
- Sir Walter Raleigh, strávil málo času na moři, ale organizoval mnoho pirátských výprav.
- Jean Bart
- Sir Andrew Barton, skotský privatýr, Angličany považován za piráta.
- Robert Surcouf
- Hippolyte de Bouchard
- Chajruddín Barbarossa
- Murat Rais
- Uluj Ali
- Victual Brothers
- Augustin Heřman "Augustine Herman"
- Jean Laffite privatýr (New Orleans), pomohl Američanům v revoluci.
- Christopher Myngs, anglický bukanýr (korzár, privatýr), od roku 1658 do roku 1665 velitel obrany Jamajky.
- Henry Morgan, Velšan, doprovázel Christophera Myngse na některých jeho výpravách.
- Enrico Pescatore
- Jean David Nau, "L'Olonnais", francouzský bukanýr.
- Michel de Grammont, "Le Chevalier", francouzský bukanýr.
- Laurens Cornelis Boudewijn De Graaf, sloužil ve španělském námořnictvu z kterého dezertoval a stal se bukanýrem.

## Fiktivní piráti
- Hrozivý pirát Roberts, pirát celý v černém, jenž proslul větou „Nikdo nesmí přežít“ („Leave no survivors“), a kapitán pirátské lodi Pomsta (Revenge). Z románu The Princess Bride, napsaném Williamem Goldmanem.
- Černý korzár, titulní charakter románové pentalogie spisovatele Emilia Salgariho
- Černý pirát, titulní charakter němého filmu z roku 1926, představitelem této akrobatické role byl Douglas Fairbanks.
- Černý Vulmea, přezdívka Terrence Vulmea, „drsňácký“ hrdina.
- Kapitán Blood (Kapitán Krev), titulní charakter románu Rafaela Sabatiniho; hrdina je anglickým doktorem, jenž se stal otrokem, pak pirátem. Filmová adaptace režiséra Michaela Curtize; v hlavní roli s Errolem Flynnem.
- Kapitán Clegg (Kapitán Ovád), alias duchovní Doctor Syn, který se stal pirátem v románu Doktor Syn na širém moři (Doctor Syn on the High Seas); autorem je Russell Thorndike.
- Kapitán Hook (Kapitán Hák) z románu Petr Pan, od J. M. Barrieho, je vůdcem bandy pirátů.
- Kapitán Pugwash ze série dětských komiksů, knížek a animovaných filmů vytvořených Johnem Ryanem.
- Pirát Vallo (The Crimson Pirate, Rudý Pirát), titulní postava z filmu z roku 1952 zahraná Burtem Lancasterem. Kapitán Vallo, akrobatický darebák, který se stal hrdinou.
- Dlouhý John Silver, jeden z několika pirátů z románu a filmu Ostrov pokladů (Treasure Island), od Roberta Louise Stevensona, film spletl dohromady mnoho pirátských mýtů a motivů: mapa schovaného pokladu, darebáctví mezi piráty, papoušky, chybějící končetiny, pásky přes oko atd.
- Monkey D. Luffy, protagonista ve světě pirátů v One Piece; anime a manga.
- Piráti z Penzance, opereta; vystupuje zde Král pirátů a posádka sestává ze samých sirotků.
- Terry and the Pirates (Terry a Piráti), od Miltona Caniffa, dobrodružný komiks často vsazen mezi Čínské piráty a piráty Jihovýchodní Asie.
- Guybrush Threepwood, hlavní charakter série počítačových her – adventur: Monkey Island od společnosti LucasArts. Vystupuje zde i Guybrushův úhlavní nepřítel zlý zombie pirát LeChuck.
- Jack Sparrow z filmů Piráti z Karibiku (Pirates of the Caribbean), „disneyovský“ počin, také film z roku 2003, Piráti z Karibiku: Prokletí Černé perly (Pirates of the Caribbean: The Curse of the Black Pearl), který představil piráta Kapitána Jacka Sparrowa, jehož zahrál Johnny Depp.
- Edward Kenway, hlavní hrdina Assassin's Creed IV: Black Flag